# Tony Isbert
Tony Isbert (eigentlich Antonio Spitzer Ysbert, * 5. Dezember 1950 in Madrid; † 19. Februar 2025) war ein spanischer Schauspieler.

## Leben
Isbert war seit Mitte der 1960er Jahre, bereits im Teenageralter also, als Schauspieler aktiv und arbeitete für die Bühne ebenso wie für das Fernsehen und in etlichen Kinofilmen. Bekannt wurde er 1969 durch seine erste Hauptrolle in Carola de día, Carola de noche. Rollen in  Fernsehserien und anspruchsvollere Filme sind dabei ebenso zu finden wie Genreware. Seine Filmografie umfasst ebenso wie sein Rollenverzeichnis für das Theater über siebzig Titel.
Isbert ist ein Sohn der Schauspielerin María Isbert und somit Enkel von José Isbert.

## Filmografie (Auswahl)
- 1969: Carola de día, Carola de noche
- 1978: Orgie des Todes (Enigma rosso)
- 1987: Ruhe in Frieden (Descanse in piezas)
- 2005: El comisario (Fernsehserie)